# Tancredo
El tancredo es un instrumento que se emplea en algunos puertos de mar del norte de España para la pesca por medio de la luz.
El tancredo lo componen una tina y un farol. La tina es bastante grande y cerrada, más ancha por abajo que por arriba en forma de tronco de cono y con arcos de hierro, la cual lleva en la parte superior dos varillas de hierro arqueadas que se cruzan el centro y allí tiene un gancho giratorio que sirve para colgar en él un farol de cristales al que se le pone una vela de cera, que es la que produce la luz durante las noches en que no haya luna.
Se emplea este aparato para pescar por las noches sardinas y otros peces de los que forman bandos, pero se usa más principalmente para la del chicharro (jurel) usándose en las provincias de Vizcaya y Santander de la manera siguiente:
Se echa al agua el tancredo con la vela encendida, y como la tina tiene más diámetro en la base inferior que en la superior, se sostiene muy bien en el mar sin inclinarse apenas nada; entonces la pesca sube del fondo, atraída por la luz y al notarla los pescadores, que ya tienen preparada la red, que es generalmente un boliche, lo calan cercando los peces y quedando dentro de la red el tancredo, que meten a bordo al cerrar la jareta del arte y formar el cerco.